# 장곶돈대
장곶돈대(長串墩臺)는 인천광역시 강화군 화도면 장화리에 있는 조선시대의 돈대이다. 1995년 3월 1일 인천광역시의 기념물 제19호로 지정되었다.

## 개요
돈대는 적의 움직임을 살피거나 공격에 대비하기 위해서 영토내 접경지역 또는 해안지역의 감시가 쉬운 곳에 마련해 두는 초소이다. 대개 높은 평지에 쌓아두는데 밖은 성곽으로 높게하고 안은 낮게 하여 포를 설치해 둔다. 이 돈대는 자연적인 지형을 이용하여 그 위에 작은 요새를 만든 것이다.
장곶돈대는 40∼120cm의 네모난 돌을 3m 높이의 둥근 형태로 쌓은 후, 해안을 향해 4개의 포좌(포를 놓는 자리)를 설치해 놓았다. 포좌는 지름이 45cm, 안의 너비가 18cm, 길이가 24cm의 크기이다. 그 위로는 낮은 담을 설치했던 흔적이 남아있다.
조선 숙종 5년(1679)에 건립한 것으로, 미곶돈(彌串墩), 북일곶돈(北一串墩), 검암돈(黔岩墩)과 함께 장곶보에 소속되어 있었다.

## 참고 자료
- 장곶돈대 - 국가유산청 국가유산포털